# Klembów
Klembów – wieś w Polsce położona w województwie mazowieckim, w powiecie wołomińskim, w gminie Klembów. Ma status sołectwa.  Przez miejscowość przepływa rzeka Cienka, dopływ Rządzy.
Prywatna wieś szlachecka Klembowo położona była w drugiej połowie XVI wieku w powiecie kamienieckim ziemi nurskiej województwa mazowieckiego. W latach 1954–1972 wieś należała i była siedzibą władz gromady Klembów, następnie gminy Klembów. W latach 1975–1998 miejscowość administracyjnie należała do województwa ostrołęckiego. Miejscowość jest siedzibą gminy Klembów.
W Klembowie znajdują się: stacja kolejowa (Koleje Mazowieckie), poczta, Urząd Gminy Klembów oraz dom kultury, bibloteka (od 2004), Zespół Szkół im. gen. Franciszka Żymirskiego wraz z boiskiem wielofunkcyjnym, plac zabaw, a także kościół, cmentarz rzymskokatolicki.
Wieś jest siedzibą rzymskokatolickiej parafii św. Klemensa Papieża i Męczennika. Adres: gen. Żymirskiego 39..
Z osiedlem silnie związana jest postać gen. Franciszka Żymirskiego, który jest upamiętniony na nagrobku na lokalnym cmentarzu rzymskokatolickim i na nazwie ulicy przeprowadzonej tu przez centrum wsi.

## Części wsi
| SIMC    | Nazwa  | Rodzaj                          |
| ------- | ------ | ------------------------------- |
| 1059981 | Górki  | część wsi (zniesiona w 2023 r.) |
| 1060091 | Zamość | część wsi                       |

## Historia
Na terenie Klembowa odnaleziono gliniane urny z prochami zmarłych jeszcze z czasów pogańskich; odkryto także szczątki murowanych zabudowań, a także fragment brukowanej uliczki z przełomu XI i XII wieku.
Pierwsze wzmianki o Klembowie mówią o jego przynależności do dóbr książąt mazowieckich. Żyjący w latach 1455–1495 książę Janusz II, w nagrodę za zasługi wyświadczone dworowi książęcemu, uwolnił od ciążących podatków rozległe dobra należące wówczas do Świętosława: Pruszkowo, Wolicę i Pęczyska. Około roku 1470, po śmierci Świętosława, jego synowie podzielili spuściznę między siebie: Pruszkowo i Krzewiączyno trafiły w ręce Piotra i Mikołaja, zaś wsie Wolica, Kłębowo i Jasienica i pozostałe – Jana, Sasina i Jędrzeja.
Parafia Klembów została erygowana w I poł. XIV wieku. Niektórzy z badaczy wskazują nawet rok 1075, gdyż parafia znajduje się w wykazach archidiecezji gnieźnieńskiej, do której pierwotnie należała. Fundatorem drewnianego kościoła pod wezwaniem św. Klemensa był niejaki Woliński. Konsekracji świątyni za panowania Kazimierza Wielkiego dokonał biskup płocki Klemens Pierzchała. W 1445 roku z parafii Klembów została wydzielona nowa parafia – Dąbrówka. 17 marca 1629 roku biskup płocki Stanisław Łubieński konsekrował nowo zbudowaną świątynię klembowską; wraz z całym wyposażeniem spłonęła ona w 1656 roku. Nowy kościół powstał w dwa lata później dzięki Wojciechowi Mościckiemu, kanonikowi klembowskiemu, Samuelowi Czosnowskiemu i rodzinie Wolińskich.
Wkrótce kościół ponownie został zniszczony, ale tym razem ucierpiała także osada: w roku 1667 zaatakowali Szwedzi i wojska kozackie księcia Bogusława Radziwiłła. Po remoncie świątynię konsekrował biskup Andrzej Chryzostom Załuski w III niedzielę po Wielkanocy 1699 roku. Szczegółowe informacje o parafii i kościele przekazują akta wizytacji generalnej z 1775 roku przeprowadzonej przez Antoniego Górskiego, kanonika płockiego. Z akt tych dowiadujemy się, że kościół był „drewniany, w kwadrat wystawiony, stary (...), do reperacji niezdatny, nowy fundować potrzeba. W ścianach już są dyle w niektórych miejscach popróchniałe.”
W tym czasie fundatorami kościoła byli: Dominik Sobolewski, łowczy nurski, i Teresa Młocka, starościna zakroczymska. Proboszczem parafii Klembów od 1758 roku był ks. Józef Kownacki. Do parafii należało dwadzieścia wiosek: Klembowo, Zamoście, Łysobyki, Jasienica, Jażwie, Kobiel, Miąsze, Międzyleś, Szczepanek, Lipka, Dobczyn, Krajewo (Kraszew), Rasztowo, Borki, Roszczep, Krusze, Tłuszcze, Kozły, Wola Rasztowska.
Według sporządzonego w latach 1783–1785 Regestru Diecezji przez ks. Franciszka Czajkowskiego, właścicielami poszczególnych wiosek parafii byli: Stanisław Sobolewski, podkomorzy warszawski (Klembów, Borki, Jasienica, Krusze, Kur (karczma), Łysobyki, Miąsze), Sobolewscy i Zambrzycki (Cisie, Jażwie, Szczepanek), Zambrzycki (Kobiel, Międzylesie), Józef Młocki, starosta zakroczymski (Roszczep. Wola Rasztowska), Młocki, generał adiutant (Dobczyn, Kraszew, Pasek-młyn, Rasztów), Czarnowski, podstoli (Kozły), Olizar (Lipka, Zamoście), Tarnowski, starosta sulejewski (Kłuściec, czyli królewszczyzna).
Koniec wieku XVIII był dla klembowskiego kościoła trudny: w kraju wybuchła insurekcja Kościuszki, a świątynia bardzo zubożała, ponieważ parafia przekazywała na cele wojenne złote i srebrne naczynia liturgiczne oraz wota ołtarzowe.
W latach 1791–1822 Klembów był własnością rodziny Czarnockich. W 1822 roku gen. Franciszek Żymirski nabył od Franciszka Ksawerego Czarnockiego dobra klembowskie z przyległościami położonymi w powiecie stanisławowskim (na południowy wschód od Radzymina). Dobra te były częścią dużej własności ziemskiej podczaszego ziemi drohickiej, Jana Czarnockiego. Po jego śmierci przeszły one na własność syna Czarnockiego, który niestety nie był dobrym gospodarzem. Wielu folwarkom szybko zaczęła grozić licytacja, nieremontowany kościół również niszczał. Wszystko zmieniło się z chwilą, gdy 9 marca 1822 roku przed rejentem kancelarii hipotecznej województwa mazowieckiego, Janem Wincentym Bandtkie, zawarty został akt kupna dóbr klembowskich przez gen. Franciszka Żymirskiego. Rodzina Żymirskich nabyła wówczas Klembów, Zamoście Klembowskie, Krusze i Borki ze wszystkimi przyległościami. Cały areał nabytych ziem liczył około 3500 mórg (jedna morga to około 0,56 hektara) i dzielił się na ziemie folwarczne i wiejskie. Klembów liczył około 1780 mórg, z czego folwark miał 767 mórg, wieś 454, plebania 79; lasy zajmowały 441 mórg, reszta należała do różnych osób. W Kruszu folwark obejmował 516 mórg, a chłopi mieli w uprawie 377. Borki miały tylko ziemie folwarczne – 220 mórg ziemi ornej i 592 lasu.
Kupno dóbr klembowskich nie wyczerpało wszystkich zasobów finansowych rodziny Żymirskich i wkrótce rozpoczęto budowę nowych obiektów: murowanych budynków gospodarczych, gorzelni, zajazdu. Generał dobrze gospodarował, i czerpał z majątku niemałe korzyści; wszystkie inwestycje opłacane były rodzinnymi pieniędzmi, bez obciążania hipoteki. W Klembowie Żymirscy mieli bardzo skromny, stary, drewniany dom, który stał przy drodze do miejscowości Sitki. Większość czasu spędzali oni jednak w Warszawie, w luksusowym apartamencie wynajętym od hrabiny Tyszkiewiczowej znajdującym się w budynku stojącym przy ul. Świętojerskiej.
W 1823 roku przystąpiono do budowy nowego, już murowanego kościoła. Dla tej budowy wyznaczono miejsce na wschód od poprzedniego kościoła, w odległości około kilometra od cmentarza, na którego terenie stały dwa poprzednie, drewniane kościoły parafialne. To wokół nich powstawał cmentarz grzebalny. Kiedy w 1829 roku powstał nowy kościół, rozebrano starą, już bardzo zniszczoną, świątynię. Stała ona pośrodku cmentarza obok starej, kilkupiennej lipy, dziś już nierosnącej. W tym miejscu teren cmentarza jest nieco wyższy, a znajdują się tam najstarsze drzewa i nagrobki. Mogiły są usytuowane inaczej, niż w pozostałych częściach cmentarza, jakby w kierunku stojącego tam wówczas kościoła.
Nowa świątynia została wybudowana z cegły i pokryta gontem; obok postawiono budynki gospodarcze. Kościół został przebudowany w latach 1885–1894 według projektu W. Kamieńskiego. W czasie tych prac dobudowane zostały prezbiterium z zakrystią i skarbcem oraz dwie kaplice po obu stronach nawy. Powstał w ten sposób kościół jednonawowy, który wraz z kaplicami tworzył kształt krzyża łacińskiego. Nad główną nawą założono plafon (ozdobny sufit), a nad wielkim ołtarzem i kaplicami położono sklepienie.
W czasie działań wojennych w 1944 roku kościół został uszkodzony, ale szybko usunięto zniszczenia. Nad zwieńczeniem fasady wzniesiono czworoboczną, dwukondygnacyjna wieżę, której górną część nadbudowano w 1959 roku. Dach nawy głównej i kaplic bocznych jest dwuspadowy, pokryty blachą ocynkowaną.
Ołtarz główny i cztery ołtarze boczne pochodzą z połowy XIX wieku. Są to ołtarze drewniane, które zostały odmalowane i pokryte szlagmetalem (złotem w płatkach). Temu samemu zabiegowi poddane zostały również XIX-wieczne drewniane: ambona, chrzcielnica i tron. W ołtarzu głównym znajduje się przykryty srebrną suknią obraz Matki Bożej z Dzieciątkiem z XVII wieku, zwany Matką Bożą Klembowską. Jeszcze na początku XX wieku do Matki Bożej Klembowskiej na każde święto Wniebowzięcia NMP (15 sierpnia) zdążały z odległych okolic pielgrzymki.

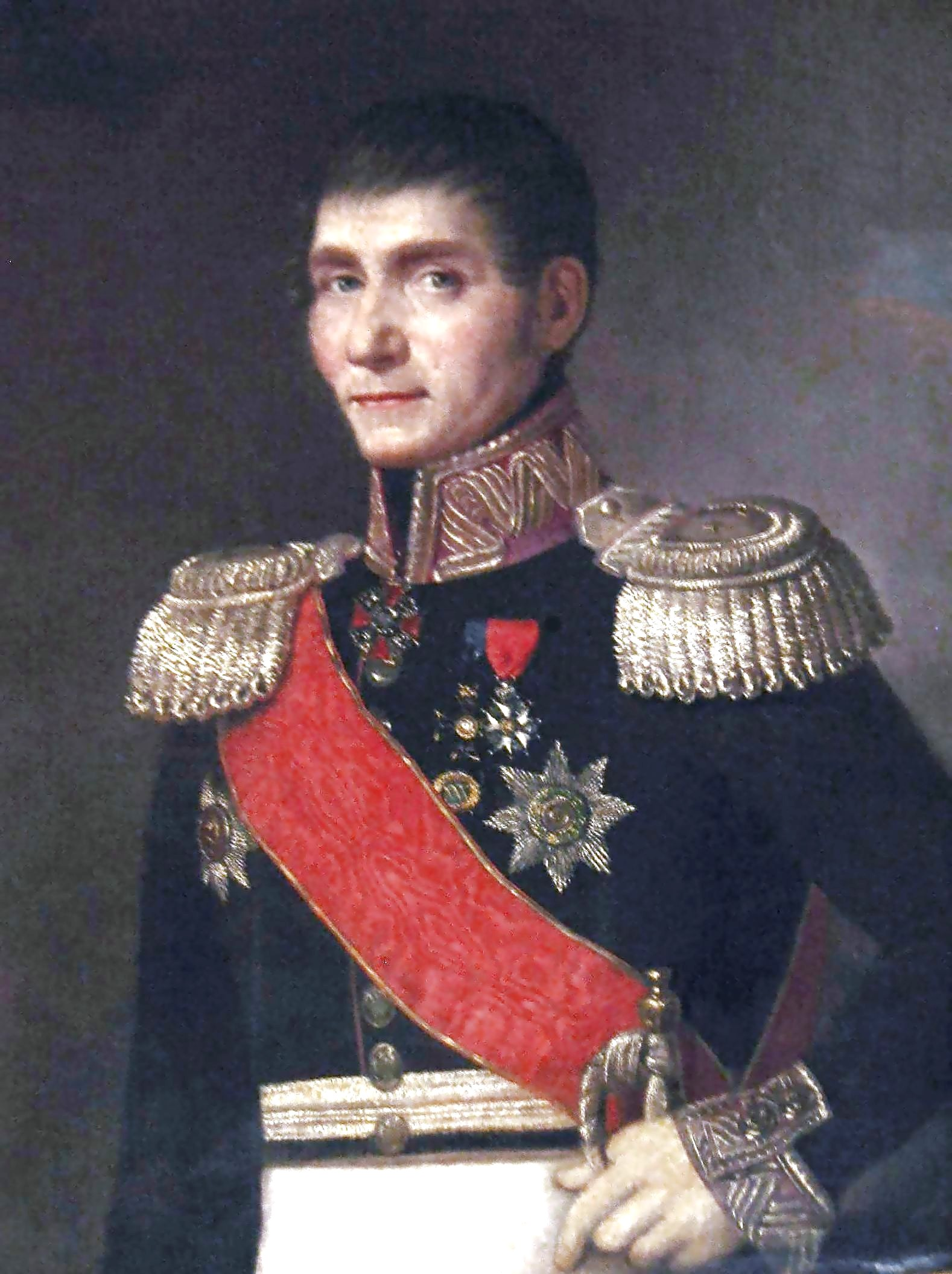
Obraz Generała Franciszka Żymirskiego ok. 1925 roku

Obecny wystrój wnętrza kościoła jest dziełem artysty malarza Jana Molgi z Warszawy. W latach 1987–1988 ozdobił on ściany polichromią. Na uwagę zasługuje znajdujący się w nawie głównej plafon Matki Bożej Wniebowziętej oraz malowidło przedstawiające Ostatnią Wieczerzę w prezbiterium. Na ścianach bocznych nawy głównej widnieją postacie świętych: biskupa Wojciecha, królowej Jadwigi, Stanisława Kostki, brata Alberta Chmielowskiego i Karoliny Kózkówny. Na ścianie poprzecznej przy głównym ołtarzu namalowano postacie papieża Jana Pawła II i kardynała Stefana Wyszyńskiego.
Fragment książki ks. Zbigniewa Drzewieckiego Generał Franciszek Żymirski. Album upamiętniający 170. rocznicę śmierci generała dywizji Franciszka Żymirskiego. Klembów, 25 II 2001 r.
Ząbki, 2004.
W Klembowie w czasie II wojny ukrywał się, udając urzędnika-dezynfektora, prof. Ludwik Hirszfeld (u gospodarza Stanisława Kaflika).

## Obiekty historyczne
- Murowany kościół parafialny pw. św. Klemensa, wybudowano w miejsce poprzedniego drewnianego w latach 1823–1829. W latach 1885–1894 został rozbudowany pod kierunkiem budowniczego W. Kamieńskiego. Jednonawowy kościół na planie krzyża łacińskiego, nosi cechy klasycyzmu. Fasadę i elewacje boczne dzielą pilastry toskańskie. W zwieńczeniu fasady wznosi się czworoboczna, dwukondygnacjowa wieża, ujęta po bokach spływami i dekoracją w postaci wazonów na cokołach. Dwuspadowe dachy świątyni pokryte są blachą ocynkowaną. Wyposażenie kościoła pochodzi z XVIII - XIX w. Budynek został wpisany do rejestru zabytków 411/62 dn. 5.4.1962.[15]

- Drewniana, czworoboczna dzwonnica wzniesiona została w 1. poł. XIX w., jej namiotowy dach kryje gont.
- Cmentarz parafialny w Klembowie - znajduje się ok. kilometr od Kościoła św. Klemensa pod adresem gen. Żymirskiego 96/102. Dawniej był cmentarzem przykościelnym, bo od XIV do XVII wieku w jego centrum znajdowała się kaplica ponoć, spalona przez Potop Szwedzki. Miejscowy cmentarz został znacznie zniszczony podczas II Wojny Światowej. Znajduje się w rejestrze zabytków decyzją 234/86 od 30.1.1986r.[16][15] Cmentarzu zawiera nagrobki znanych osób w okolicy, m.in. gen. Franciszka Żymirskiego, zm. 1832 rok.

## Galeria

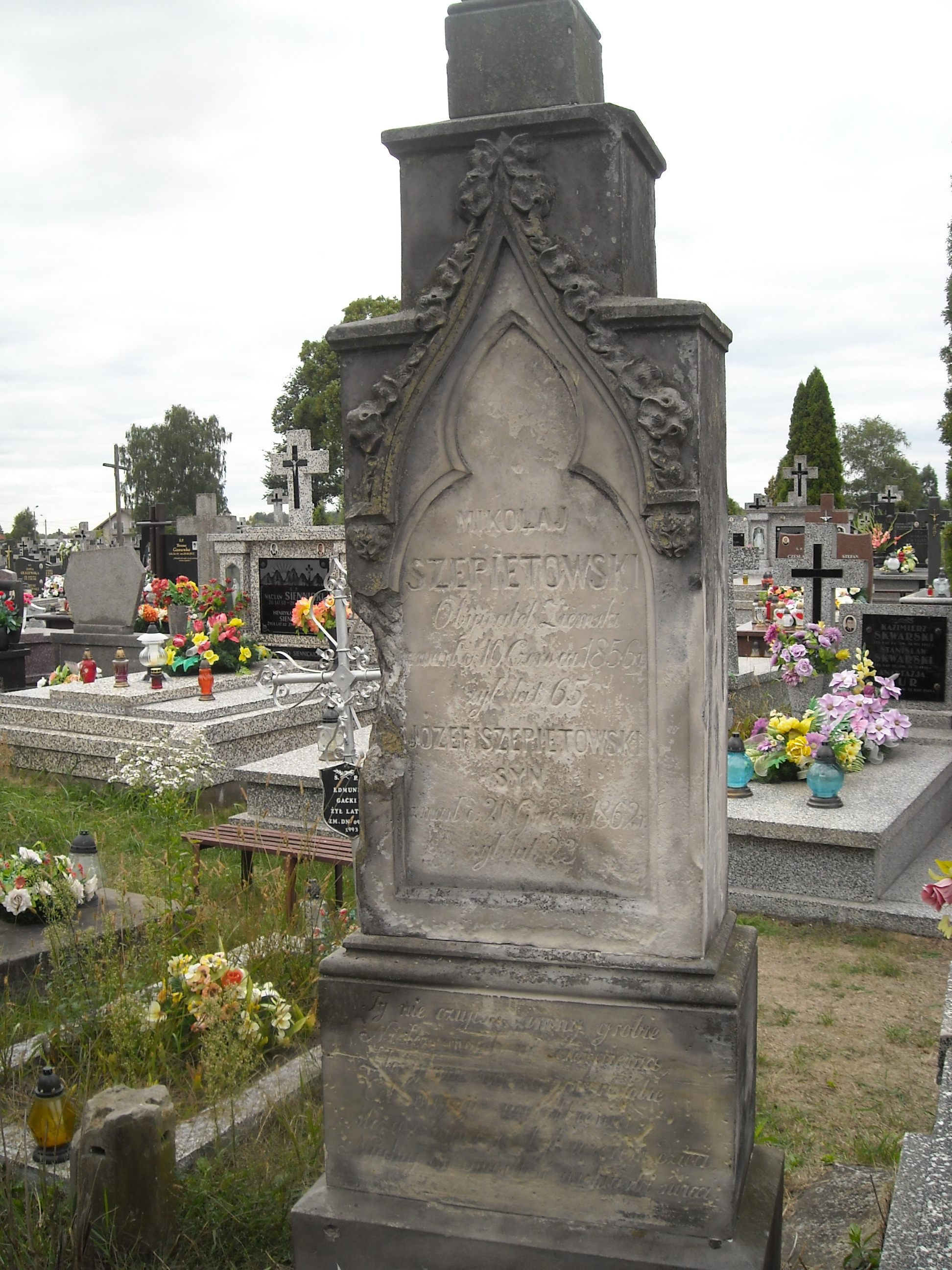
Zabytkowy nagrobek
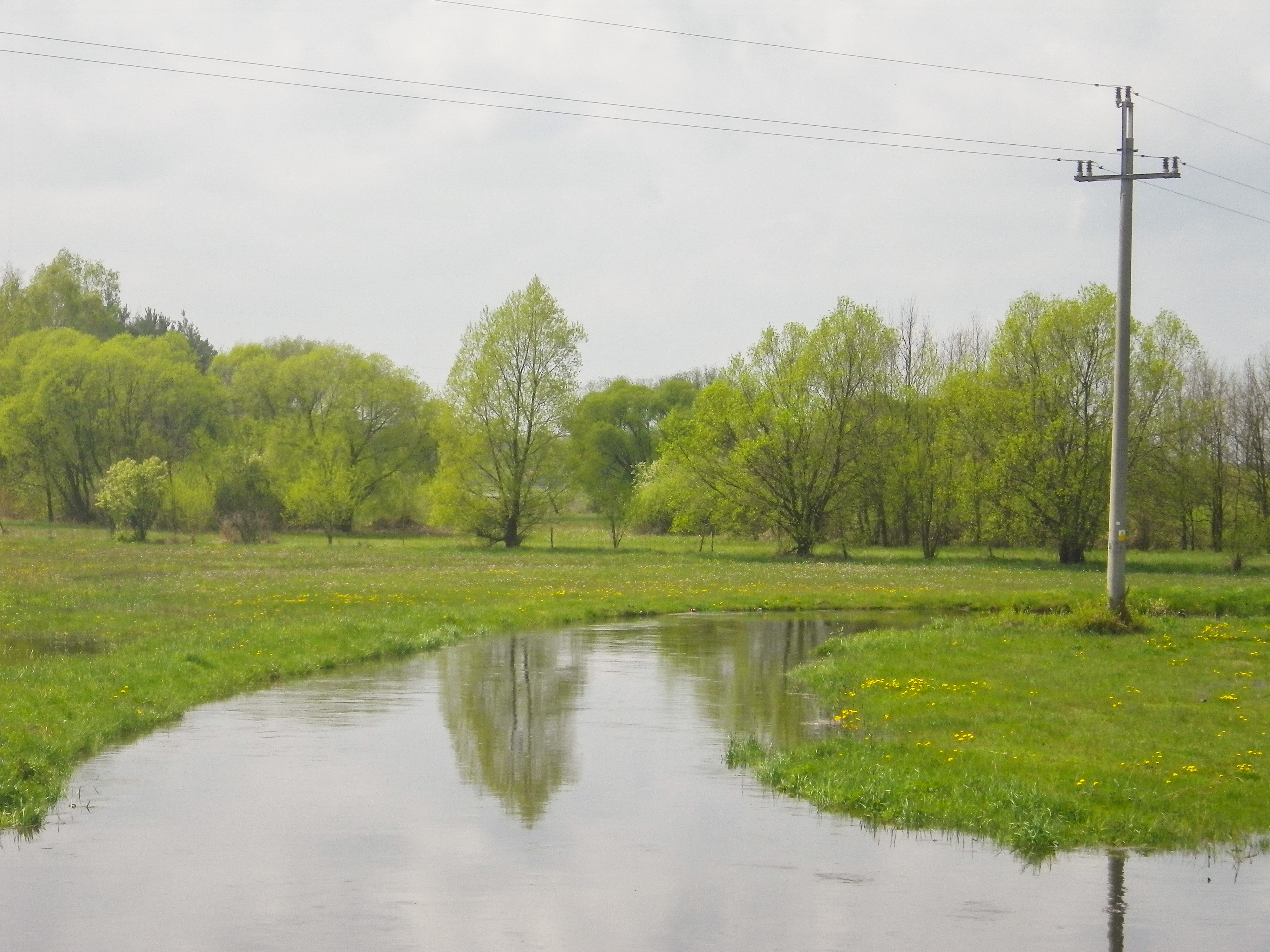
Strumień Cienka
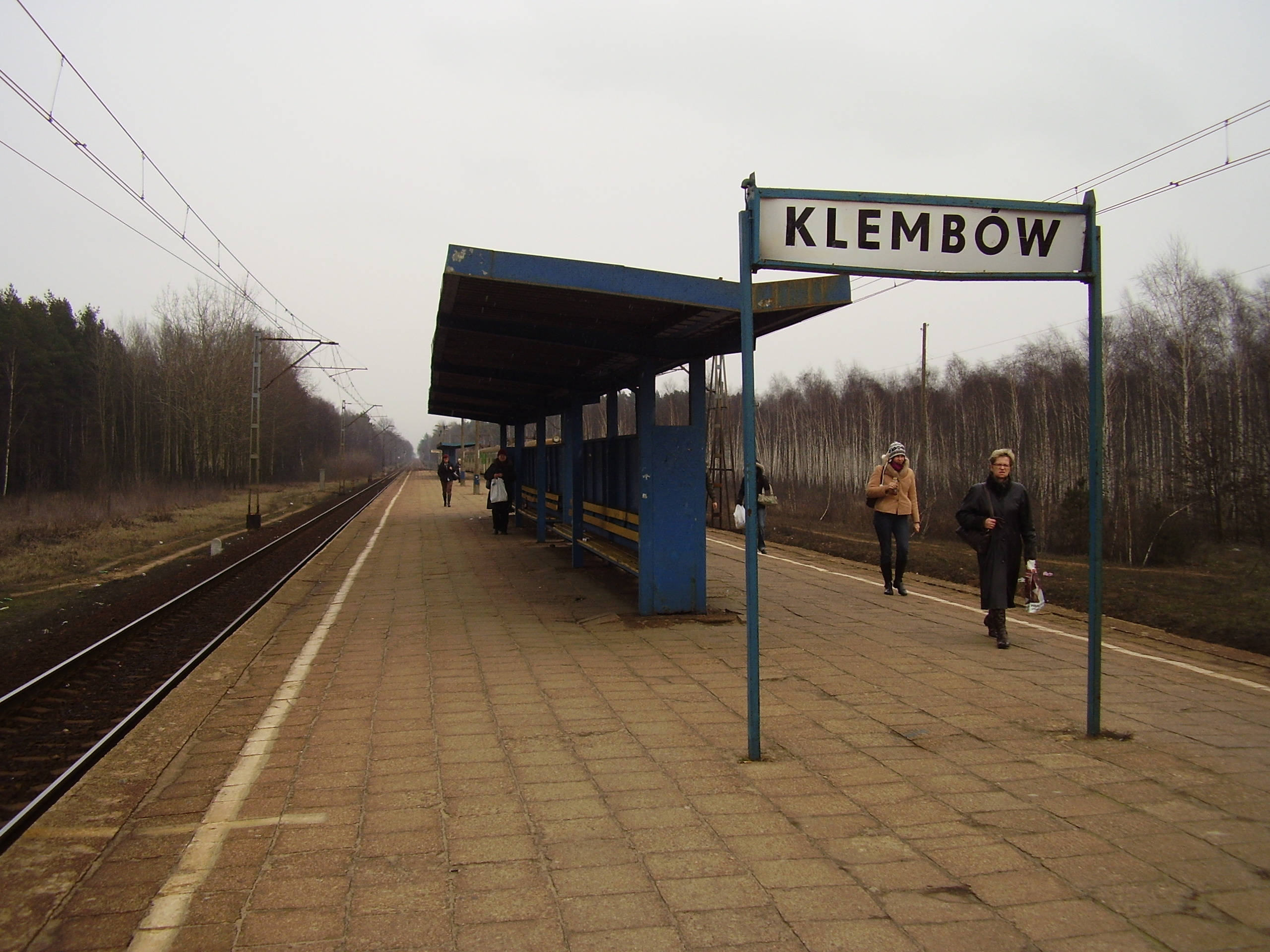
Przystanek Klembów
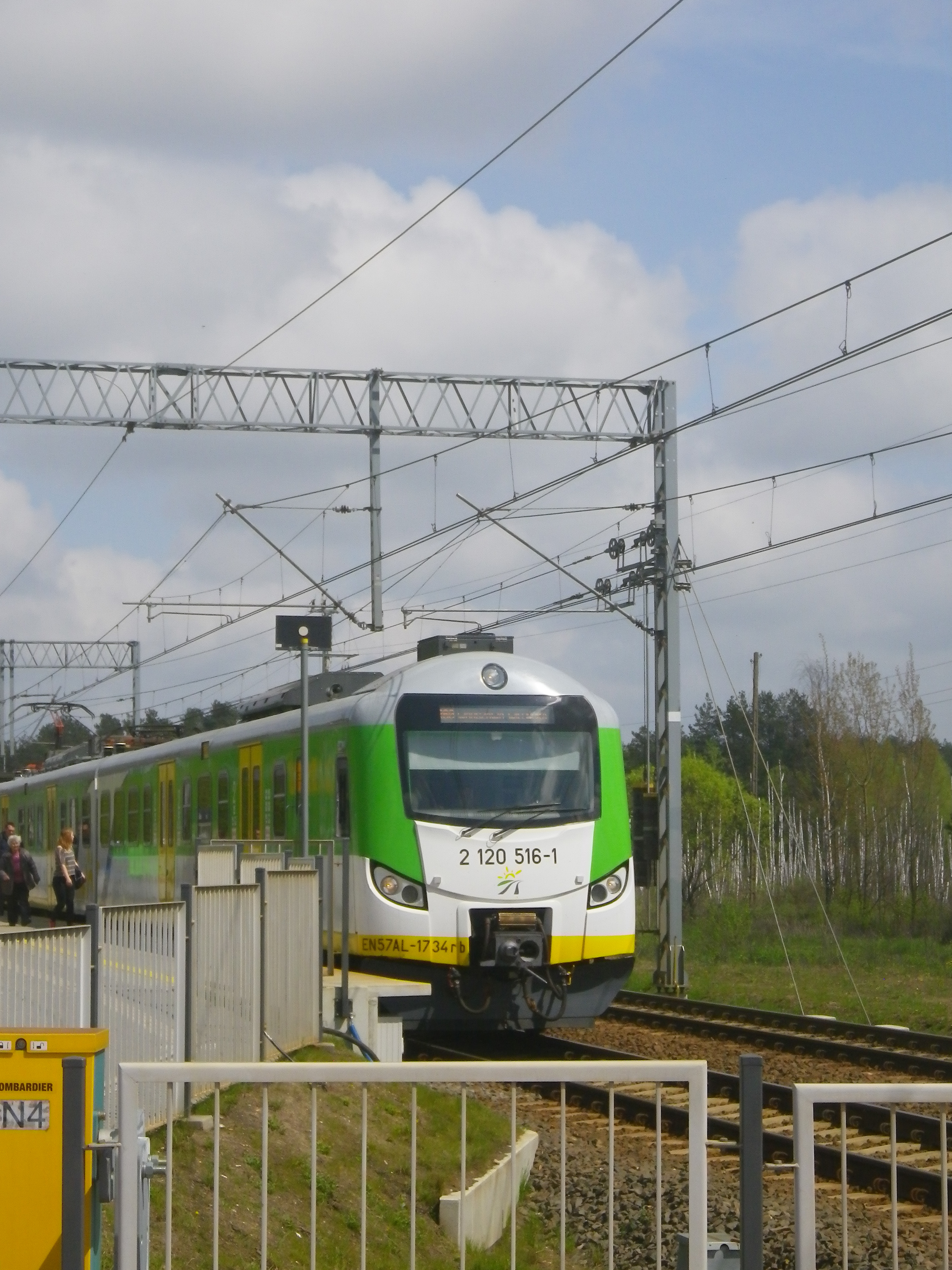
Pociąg KM